# Erik Belfrage (företagsledare)
Erik Jean Christian Antoine Belfrage, född 13 april 1946 i Paris, död 18 april 2020 i Engelbrekts distrikt  i Stockholm, var en svensk diplomat och företagsledare.
Belfrage tog studenten vid Sigtunastiftelsens humanistiska läroverk, som följdes av militärtjänst vid Tolkskolan. Han tog 1970 examen vid Handelshögskolan i Stockholm och verkade 1970–1987 i den svenska utrikesförvaltningen med placeringar i Genève, Washington, D.C., Bukarest, Beirut och Paris. 1987 började han som vice verkställande direktör inom Skandinaviska Enskilda Banken och som rådgivare inom Investor AB. Belfrage verkade även som rådgivare åt Peter Wallenberg och familjen Wallenberg mellan 1987 och 2012. 
År 2011 startade Belfrage Consilio International AB tillsammans med Jan Nygren, Andreas von der Heide och Michael Sahlin. Consilio International är ett företag som agerar som rådgivare till företagsvärlden vad gäller internationell politik och affärer. 
Belfrage var son till Kurt-Allan Belfrage och bror till Frank Belfrage. Erik Belfrage avled 2020 till följd av covid-19. Han är begravd på Solna kyrkogård. En dotter är Louise Belfrage, som spelade Lina Dahlén som liten i de tidiga säsongerna av Rederiet.